# Maicon de Silva Moreira
Maicon de Silva Moreira (Cachoeira do Sul, 10 marzo 1993) è un calciatore brasiliano, difensore del Coruripe.

## Carriera

### Club
Nel marzo del 2011 la Reggina lo acquista dalle giovanili del Gremio; per una stagione e mezzo gioca nella Primavera amaranto, e nella parte finale della stagione 2010-2011 esordisce in Serie B con la prima squadra, giocando in totale 2 partite nella serie cadetta. L'anno seguente gioca invece esclusivamente in Primavera. Passa poi in prestito al Pontedera, con cui nella stagione 2012-2013 gioca 2 partite in Lega Pro Seconda Divisione.
Tornato dal prestito, nella stagione 2013-2014 fa parte della rosa della Reggina in Serie B; chiude il campionato con 34 presenze e 2 reti, le sue prime in carriera in competizioni professionistiche.
A fine stagione dopo la retrocessione in Lega Pro della Reggina passa al Livorno, per 500 mila euro, con cui firma un contratto triennale e nella stagione 2014-2015 disputa il campionato di Serie B, che chiude con 2 reti in 22 presenze. Dopo altre 6 presenze in cadetteria con i labronici nella stagione 2015-2016, nel gennaio del 2016 viene ceduto in prestito allo Sport, formazione della prima divisione brasiliana.

### Nazionale
Ha giocato nella nazionale brasiliana Under-23.

## Statistiche

### Presenze e reti nei club
Statistiche aggiornate al 15 gennaio 2016.
| Stagione        | Squadra         | Campionato      | Campionato | Campionato | Coppe nazionali | Coppe nazionali | Coppe nazionali | Coppe continentali | Coppe continentali | Coppe continentali | Altre coppe | Altre coppe | Altre coppe | Totale | Totale |
| Stagione        | Squadra         | Comp            | Pres       | Reti       | Comp            | Pres            | Reti            | Comp               | Pres               | Reti               | Comp        | Pres        | Reti        | Pres   | Reti   |
| --------------- | --------------- | --------------- | ---------- | ---------- | --------------- | --------------- | --------------- | ------------------ | ------------------ | ------------------ | ----------- | ----------- | ----------- | ------ | ------ |
| mag.-giu. 2012  | Reggina         | B               | 2          | 0          | CI              | 0               | 0               | -                  | -                  | -                  | -           | -           | -           | 2      | 0      |
| 2013-gen. 2013  | Reggina         | B               | 0          | 0          | CI              | 1               | 0               | -                  | -                  | -                  | -           | -           | -           | 1      | 0      |
| gen.-giu. 2013  | Pontedera       | 2D              | 2          | 0          | CI              | 0               | 0               | -                  | -                  | -                  | -           | -           | -           | 2      | 0      |
| 2013-2014       | Reggina         | B               | 34         | 2          | CI              | 3               | 0               | -                  | -                  | -                  | -           | -           | -           | 37     | 2      |
| Totale Reggina  | Totale Reggina  | Totale Reggina  | 36         | 2          |                 | 4               | 0               |                    | -                  | -                  |             | -           | -           | 40     | 2      |
| 2014-2015       | Livorno         | B               | 22         | 2          | CI              | 0               | 0               | -                  | -                  | -                  | -           | -           | -           | 22     | 2      |
| 2015-gen. 2016  | Livorno         | B               | 6          | 0          | CI              | 2               | 0               | -                  | -                  | -                  | -           | -           | -           | 8      | 0      |
| Totale Livorno  | Totale Livorno  | Totale Livorno  | 28         | 2          |                 | 2               | 0               |                    | -                  | -                  |             | -           | -           | 30     | 2      |
| gen.-set. 2016  | Sport           | CP+A            | 0          | 0          | CB              | 2               | 0               | -                  | -                  | -                  | -           | -           | -           | 2      | 0      |
| Totale carriera | Totale carriera | Totale carriera | 66         | 4          |                 | 8               | 0               |                    | -                  | -                  |             | -           | -           | 74     | 4      |